# Hydrocoloeus minutus
La gaviota enana (Hydrocoloeus minutus), también gaviota menor o gaviota mínima  es una especie de gaviota que cría en el norte de Eurasia. También tiene pequeñas colonias en el norte de Canadá. Es un ave migratoria que inverna en las costas de Europa occidental, el Mediterráneo y el noreste de EE. UU. (en número reducido). De manera tradicional ha sido incluida taxonómicamente en el género Larus, pero hoy se la trata en su propio género monotípico: Hydrocoloeus.

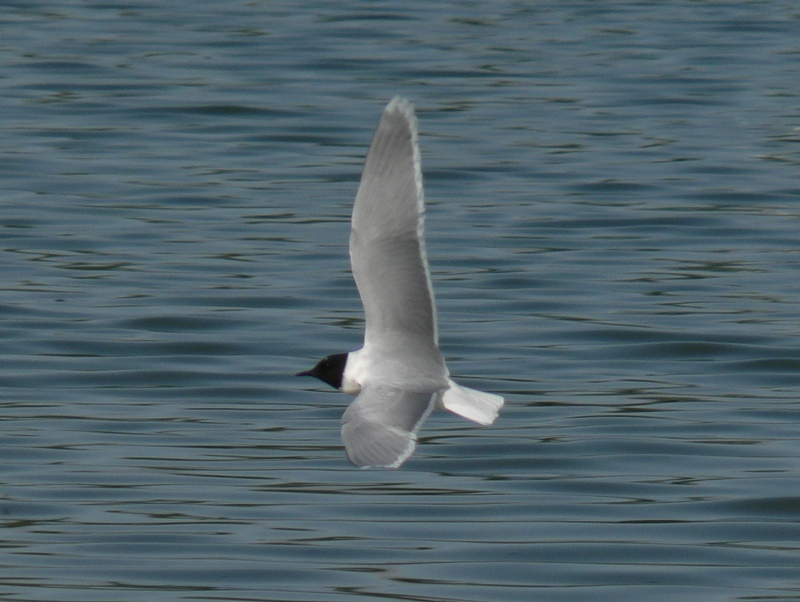
Adulto en vuelo con plumaje de cortejo.

La gaviota enana cría en colonias en las marismas, construyendo sus nidos protegidos entre la vegetación. Normalmente ponen entre 2-6 huevos.
Es la especie de gaviota más pequeña, con una longitud media de 25-27 cm, y una envergadura alar de 75-80 cm con un peso de 68-133 gramos. En la época de apareamiento presenta un capirote negro que ocupa toda la cabeza; la coloración de sus alas es gris pálida en la parte superior y oscura en su la parte inferior; y a menudo muestra una tonalidad rosada en el pecho. En invierno su cabeza se vuelve blanca a excepción de un pequeño copete oscuro sobre la cabeza y una mota junto al ojo. Su pico es estrecho y negro y sus patas son de color rojo oscuro. Su vuelo se asemeja al de un charrán. 
Las aves inmaduras tienen marcas oscuras sobre su cabeza y partes superiores, y un patrón oscuro en forma "W" en la parte inferior de sus alas. Tardan tres años en alcanzar la madurez sexual.
Estas gaviotas se alimentan picando la superficie del agua y también atrapan insectos al vuelo.

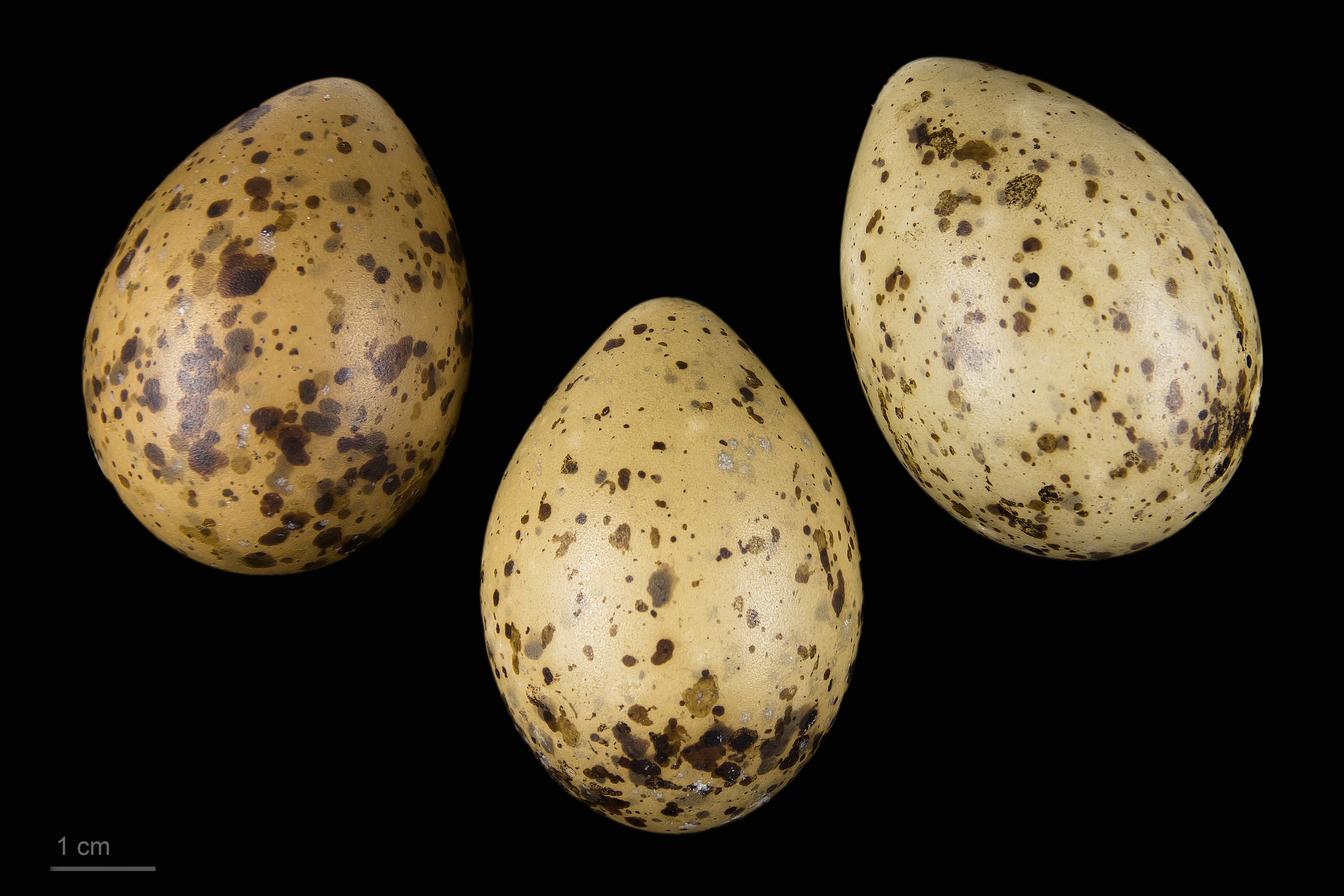
Hydrocoloeus minutus - MHNT